# باصوفان
باصوفان (به عربی: باصوفان) یک منطقهٔ مسکونی در سوریه است که در ناحیه مرکزی عفرین واقع شده‌است. باصوفان ۹۰۱ نفر جمعیت دارد.